# Trekvlinder

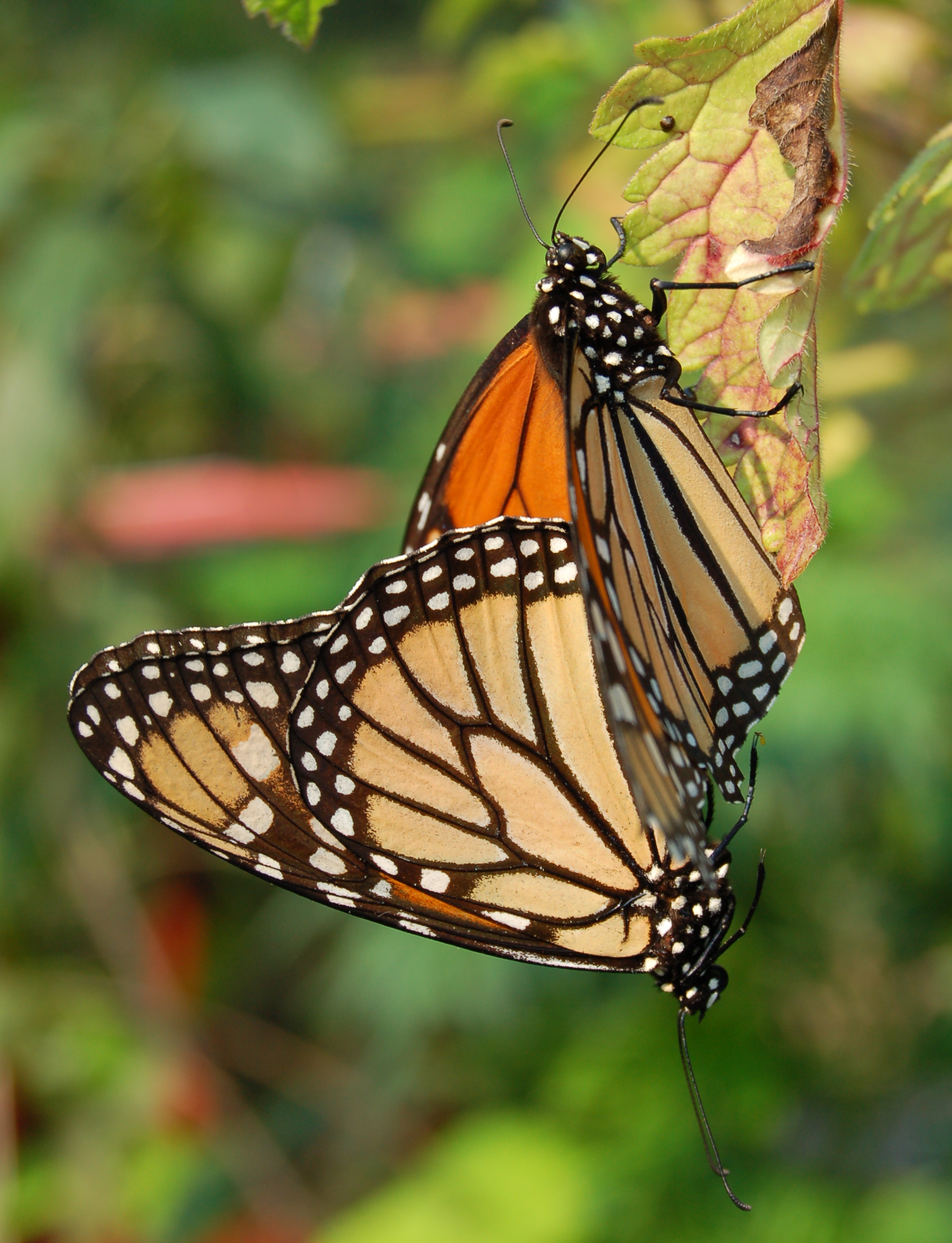
Monarchvlinders.

Een trekvlinder is een vlinder die migreert over grote afstanden, naar gebieden waar hij zich niet blijvend kan vestigen. Trekvlinders zijn dus geen verwante groep van vlinders: de term heeft betrekking op soorten uit verschillende families, net als de term trekvogels. Trekvlinders worden op alle continenten van de wereld (met uitzondering van Antarctica) waargenomen, ze trekken vanuit of binnen subtropische en tropische gebieden. Het begrip trekvlinder is plaatsgebonden: alleen op plaatsen waar de vlinders zich niet blijvend kunnen vestigen zijn ze als trekvlinder aan te merken.
Door te trekken vermijden de vlinders ongunstige omstandigheden, zoals slecht weer, gebrek aan voedsel of overpopulatie. Net als bij vogels zijn er soorten vlinders waarvan alle individuen gaan trekken, maar ook soorten waarvan maar een deel van de individuen wegtrekt, net als deeltrekkers bij vogels. Deze vlinders zijn standvlinders in een deel van hun verspreidingsgebied.

## Algemeen

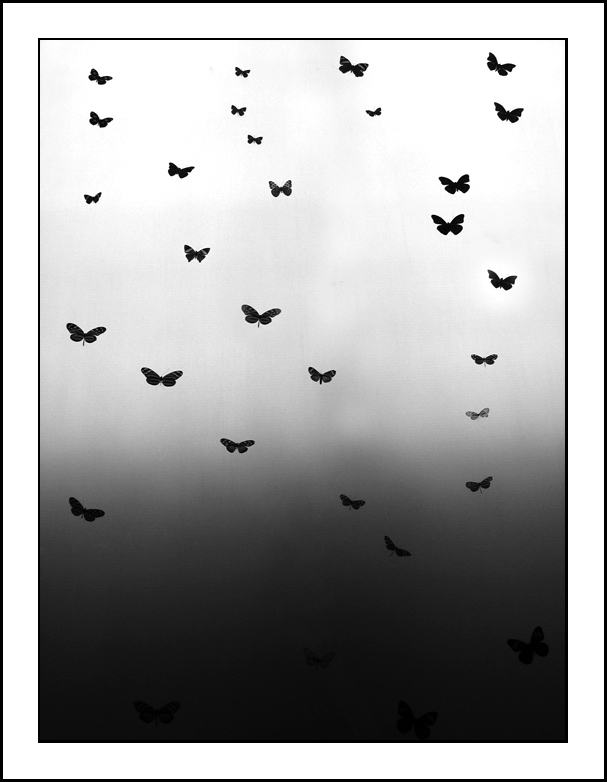
Vlindertrek.

Een geheel eenduidige definitie van vlindertrek is er niet, en dit geldt ook voor voorstellen tot een indeling in klassen van trekvlinders.
Zo wordt het verschijnsel dat vlinders zich op eigen kracht verplaatsen over een flinke afstand ook wel met "trek" aangeduid als ze binnen hun bekende leefgebied blijven. Deze vlinders worden meestal zwervers genoemd. Een bekend voorbeeld is het groot koolwitje. Van deze soort wordt soms massale "trek" waargenomen, maar niet naar gebieden waar blijvend vestigen onmogelijk is. Anders dan de echte trekvlinders, gaat het hier om standvlinders.
De begrippen zwervers en trekkers overlappen elkaar in de praktijk soms; er zijn soorten trekvlinders die in Nederland wel kunnen overleven, maar in te kleine aantallen om zich permanent te kunnen handhaven. Anderzijds zijn er soorten die soms voor meer dan twee jaar een populatie vormen, en die worden niet tot de trekvlinders maar tot de zwervers gerekend, het zijn onregelmatige standvlinders. Pas als een soort in een gebied tien jaar een vaste populatie heeft spreken we van een standvlinder.
Extra verwarrend is dat de term zwerver ook gebruikt wordt als term voor een trekvlinder die niet jaarlijks wordt waargenomen, maar wel zo nu en dan. Daarnaast wordt de term dwaalgast gebruikt voor een vlinder die vrijwel nooit ter plaatse is gezien.

### Adventief
Vlinders die op onverwachte plaatsen opduiken (adventief) worden niet beschouwd als trekvlinders, omdat deze soorten niet op eigen kracht buiten hun leefgebied terechtkomen. Het kan bijvoorbeeld gaan om vlinders die als ei of als rups onbewust worden ingevoerd bij de import van planten of om exemplaren die ontsnapt zijn bij een kweker of verzamelaar. Een voorbeeld is de wasmot, die overal ter wereld wordt gekweekt als voedsel voor in gevangenschap gehouden vogels, reptielen of amfibieën. Soms is moeilijk te bepalen of aangetroffen soorten als adventief of op eigen kracht. Trekvlinders als de Turkse uil en de katoendaguil kunnen de Lage Landen in principe zelfstandig bereiken, maar worden ook veel aangetroffen in de glastuinbouw.

### Seizoenstrek

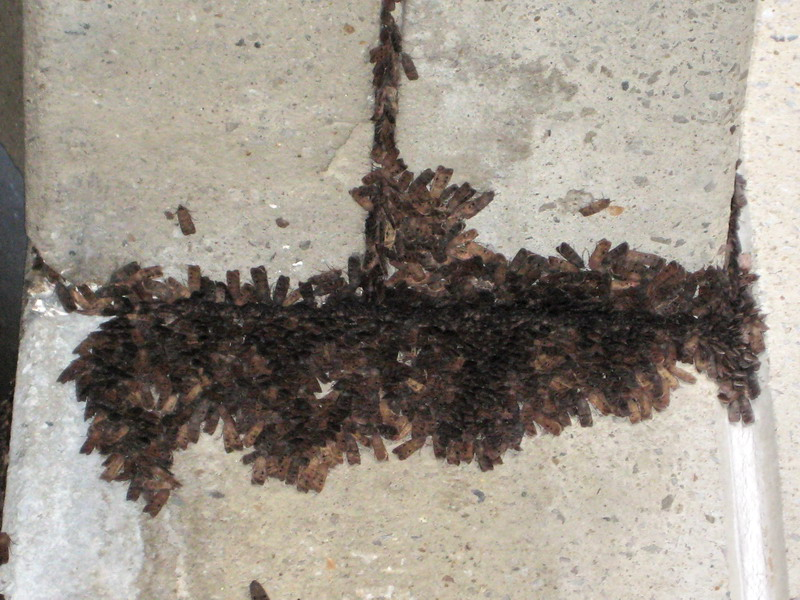
De Australische soort Agrotis infusa overzomert als imago in de Australische Alpen, en houdt zich soms ook massaal in gebouwen op.

Het trekken van vlinders is veelal seizoensgebonden. Bij vlindersoorten waarvan alle individuen trekken, beweegt de populatie zich tussen verschillende gebieden voor zomer- en winterseizoen of voor droog en nat seizoen.
Bij vlindersoorten waarvan maar een deel van de individuen trekt is dit minder duidelijk. Zij kunnen zich in een deel van hun leefgebied permanent handhaven maar daarnaast bereiken ze gebieden waar zij zich niet blijvend kunnen vestigen, ze leven daar enkel in het gunstige seizoen. Onder deze vlindersoorten zijn er, waarvan een aanzienlijk deel van de individuen weer terugtrekken naar het gebied waar de soorten permanent worden gezien, en andere soorten waar dat niet of nauwelijks gebeurt.

#### Verschil met trekvogels
Een belangrijk verschil met vogeltrek is dat een individuele vlinder in zijn leven in het algemeen één kant op trekt, terwijl vogels in hun leven vaak meerdere keren heen en weer trekken. Dit heeft te maken met het korte leven als imago van de meeste vlinders. Waar vlindersoorten heen en weer trekken, gebeurt dit in het algemeen door individuen van verschillende generaties. Er zijn wel uitzonderingen, bijvoorbeeld:
- De beroemde trek van monarchvlinders in Noord-Amerika. De monarchvlinder trekt in twee jaar in meerdere generaties heen en weer. De imago wordt geboren in Noord-Amerika en trekt naar Mexico, Florida of Californië en overwintert daar. Na de overwintering trekt de vlinder weer wat naar het noorden en plant zich voort. In de volgende generaties trekt de monarchvlinder weer noordwaarts tot aan Canada.
- De trek van Agrotis infusa in Australië. Deze vlinder uit het zuidoosten van Australië trekt in de zomer naar de Australische Alpen om de hitte te ontvluchten. Na het overzomeren keert de vlinder weer terug en plant zich "thuisgekomen" weer voort.

## Vlieggedrag

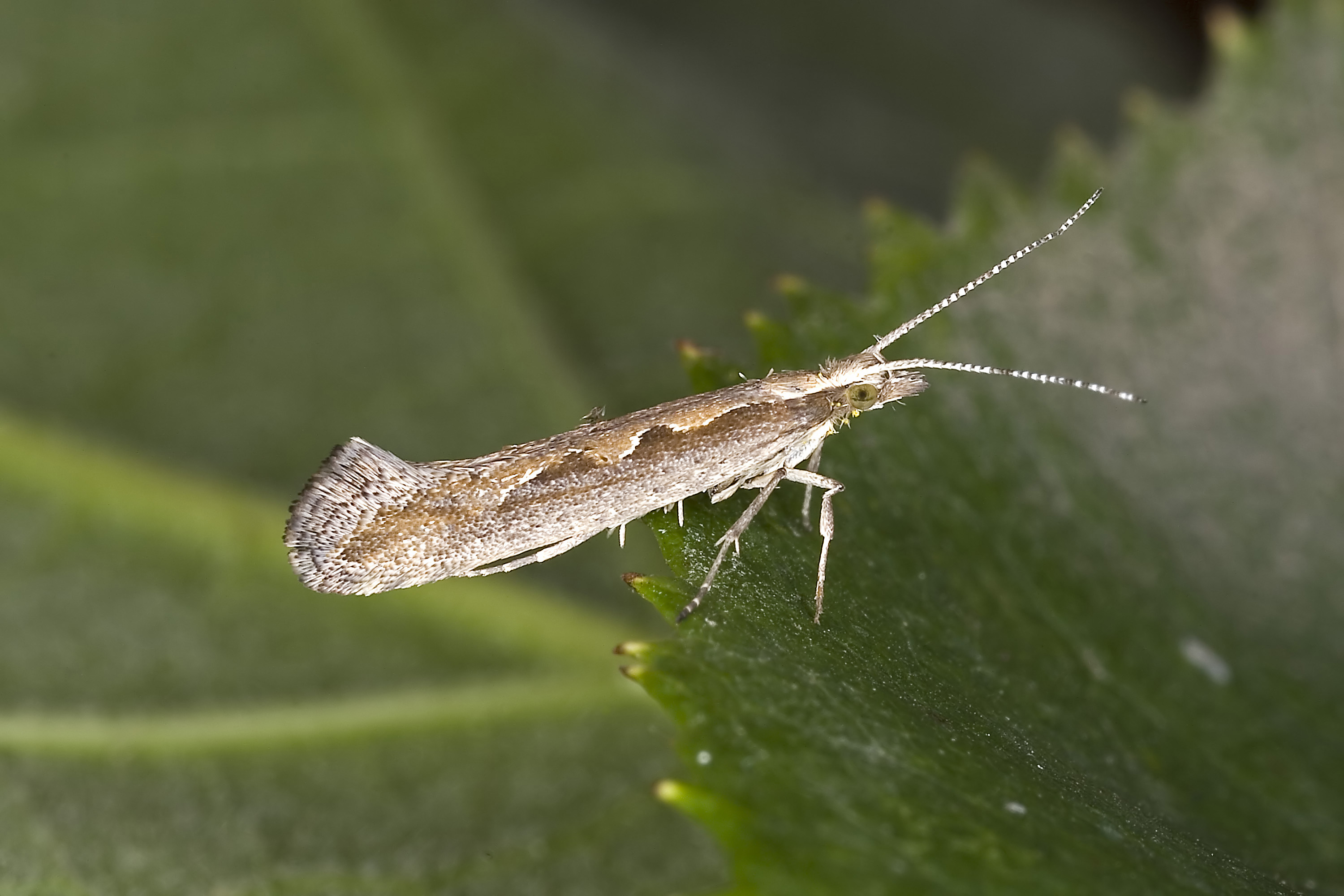
Ook de kleine koolmot is een trekvlinder die tot op meer dan 100 meter hoogte wordt waargenomen en meer dan 3000 kilometer kan afleggen.

Trekvlinders zijn over het algemeen uitstekende vliegers en soorten als de atalanta kunnen ook behoorlijke tegenwind trotseren. Dan vliegen ze meestal laag, maar doelgericht. Tijdens de trek zijn de vlinders echter ook op grote hoogten, tot wel twee kilometer, te zien. Zeker voor een dagvlinder als de atalanta is dat opmerkelijk, omdat de luchttemperatuur op deze hoogten laag is en dagvlinders om te gaan vliegen meestal afhankelijk zijn van opwarming van buitenaf. Kennelijk produceert de atalanta echter in de trekvlucht voldoende lichaamswarmte. Overigens is de atalanta ook 's nachts trekkend gezien.
Trekvlinders laten zich graag meevoeren op de wind, zoals is gebleken bij bestudering van de trek van de distelvlinder van Afrika naar Spanje. Trekvlinders gaan daarbij actief op zoek naar de gunstigste wind.
Dat trekvlinders goede vliegers zijn, wil niet altijd zeggen dat het grote robuuste vlinders zijn. Ook de kleine koolmot is een trekvlinder, die tot op meer dan 100 meter hoogte wordt gevonden en meer dan 3000 kilometer kan afleggen.

### Navigatie
Om over grote afstanden te kunnen migreren, moeten vlinders goed kunnen navigeren. Er zijn verschillende manieren waarop zij dit doen.
- Landschapskenmerken: Om zich boven land te oriënteren, gebruiken vlinders kustlijnen, bergen en bergpassen, maar ook door de mens aangelegde wegen. Boven zee is ook gezien dat, zolang landschapskenmerken aan de kust zijn te zien, de trekrichting veel nauwkeuriger blijft, dan wanneer deze kenmerken niet meer zichtbaar zijn. In het bijzonder maken vlinders gebruik van landschappelijke elementen in de juiste trekrichting.[2]

- Zon en andere hemellichamen: Van dagvlinders is bekend dat zij zich kunnen oriënteren door gebruik te maken van de zon. Zij kunnen bovendien navigeren op gepolariseerd licht. De polarisatie van het zonlicht verandert met de hoek van inval, en daardoor kunnen de vlinders zelfs bij bewolkte hemel richting bepalen. Er zijn aanwijzingen dat vlinders in staat zijn correcties te maken voor de tijd van de dag. Zo vliegen distelvlinders rechte trajecten en niet in een vaste hoek ten opzichte van de zon.[10] Er zijn testen gedaan met het ontregelen van de interne klok door vlinders in het donker te houden, en dan te zien of zij kiezen voor aangepaste vliegrichting. Het bleek dat sommige soorten de richting aanpasten, andere niet.[11] Voor nachtelijke vliegers is zonlicht niet bruikbaar. De meeste nachtvlinders moeten het doen met de maan en de sterren.

- Aardmagnetisch veld: Een aantal soorten (nacht-)vlinders oriënteren zich waarschijnlijk met behulp van het aardmagnetisch veld, zoals studie naar de zwerver gewone worteluil[12] suggereert. Studie naar trekgedrag van gamma-uilen liet zien dat deze, ook als ze op hoogte vliegen, hun koers kunnen corrigeren bij veranderende wind, en vooral kiezen te vliegen bij gunstige wind, wat in elk geval een sterk richtinggevoel suggereert.[13] De trekvlinder Aphrissa statira in Panama verliest zijn navigatiecapaciteiten wanneer hij eerst aan een sterk magnetisch veld is blootgesteld, wat wijst op oriëntatie met behulp van magnetisme.[14]

## Vindplaatsen
Trekvlinders migreren in of vanuit tropische en subtropische gebieden op alle continenten. Aan de noordkant zijn trekvlinders tot in Spitsbergen aangetroffen, dus ver boven de poolcirkel. Enkele trekvlindersoorten hebben zich over vrijwel de gehele wereld verspreid. Daaronder zijn enkele soorten die zich kunnen manifesteren als plaaginsecten, zoals de koolmot, de katoendaguil en de ni-uil.

### Trekvlinders in de wereld

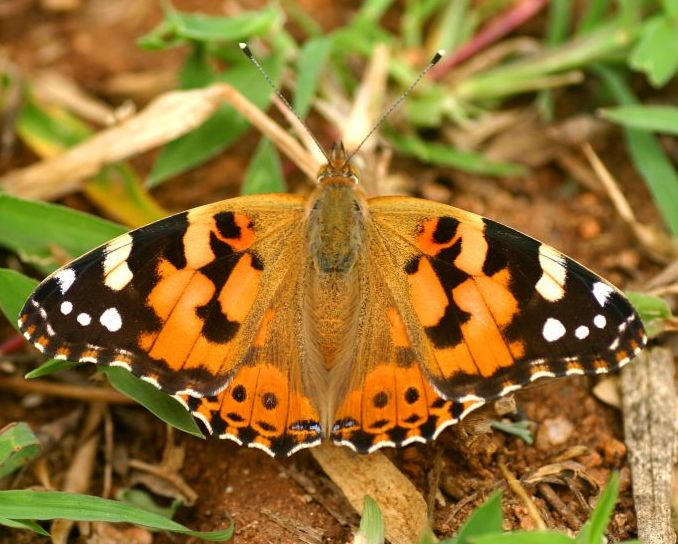
Een in India gefotografeerde distelvlinder.

Trekvlinders komen over de gehele wereld voor, dit zijn enkele voorbeelden:
- Op het Indisch Subcontinent is vlindertrek voorafgaand aan de moessons een bekend verschijnsel, dat is beschreven bij niet minder dan 250 vlindersoorten.[15][16]
- Op Madagaskar is van Chrysiridia rhipheus bekend, dat die trekt tussen verschillende populaties van vier soorten planten uit het geslacht Omphalea (wolfsmelkfamilie), de waardplanten voor deze vlindersoort. De drie westelijke soorten Omphalea leven in droog naaldbos, in het oosten komt de vierde soort juist voor in nat regenwoud en dit is de enige die het hele jaar groen is.[17]
- De roodstreepspanner is een vlinder die als vast leefgebied Afrika, grote delen van Azië en Zuid-Europa heeft. De soort trekt zo nu en dan naar het noorden en bereikt Centraal en Noord-Europa. Ook in Nederland en België wordt hij weleens waargenomen. Van de roodstreepspanner is niet bekend dat die weer terug trekt.
- De distelvlinder is een soort die vrijwel over de hele wereld, met uitzondering van Zuid-Amerika, wordt waargenomen, tot op hoogtes van 3000 meter boven zeeniveau. De thuishaven van de distelvlinder zijn subtropische steppes.
- In Zuid- en Midden-Amerika kennen enkele soorten uraniavlinders met tussenpozen van meerdere jaren een grote piek in trekgedrag. In de jaren met grote migratie wordt er gesproken van bevolkingsexplosies. De exemplaren trekken dan zuid- en oostwaarts, maar trek de andere kant op wordt amper waargenomen. Deze vlinders hebben lianen uit het geslacht Omphalea als waardplanten. Deze voedselplanten komen verspreid over vele gebiedjes in Midden- en Zuid-Amerika voor, maar slechts een deel van die gebiedjes wordt permanent door de uraniavlinders bevolkt. Onderzoek suggereert dat de oorzaak van de pieken ligt in een cyclus, waarbij de voedselplant steeds giftiger wordt in periodes met veel vraat, terwijl de giftigheid afneemt als er weinig vraat is. Bij grote giftigheid zou de grote trek plaatsvinden. Dan worden tijdelijk de andere gebiedjes met Omphalea-planten gekoloniseerd.[18]

### Trekvlinders in Nederland en België

In het groene gebied overleeft de kolibrievlinder
het hele jaar. In het blauwe gebied komt hij 's zomers voor en in het gele gebied kan de vlinder 's winters voorkomen.

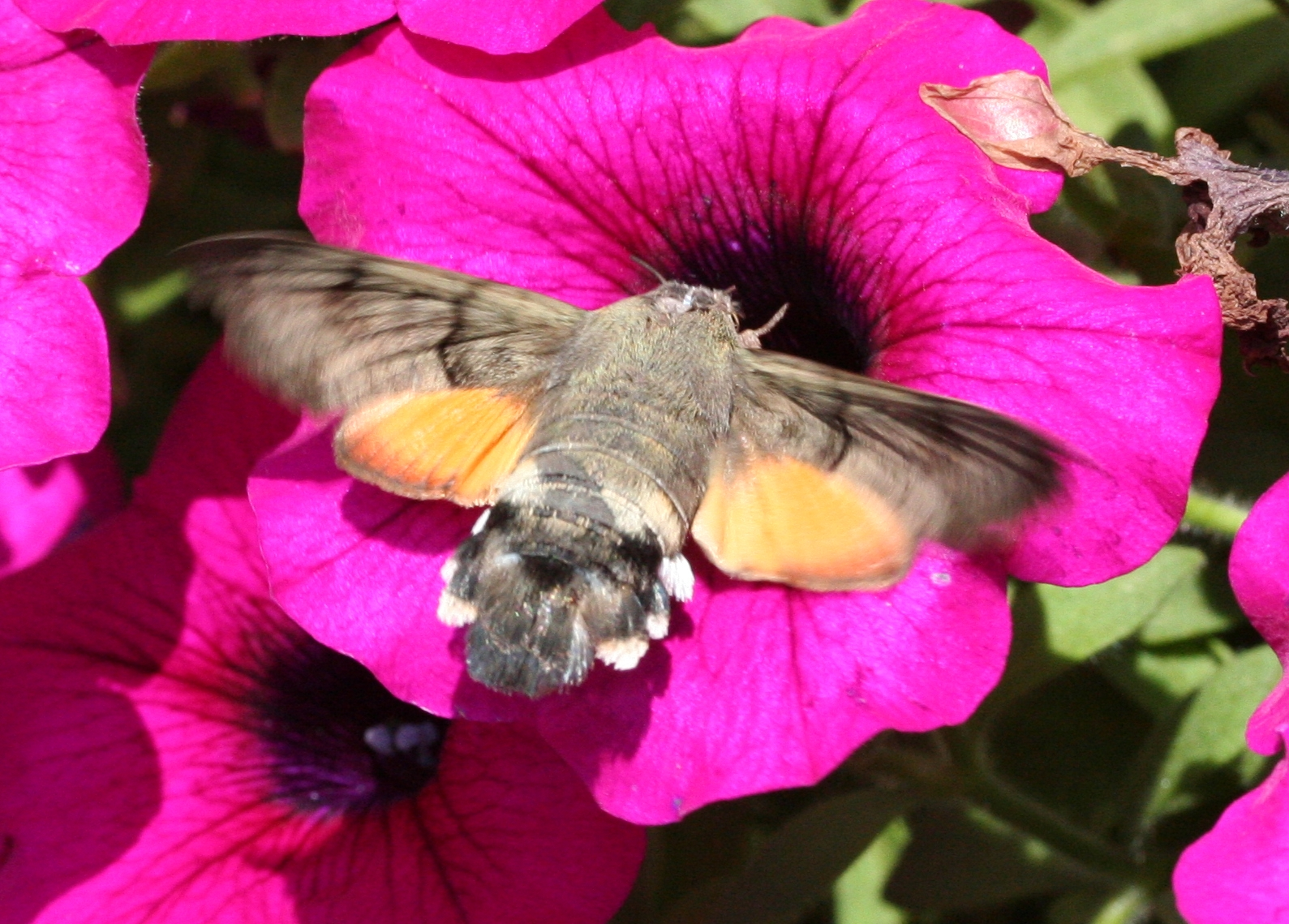
De kolibrievlinder.

De vlinders die als trekvlinder in voorjaar en zomer naar onze omgeving komen zijn in het algemeen afkomstig uit Zuid-Europa, Centraal-Europa, Noord-Afrika, Centraal-Afrika en Anatolië.
De eerste vlinders komen omstreeks april aan, maar soms vindt de trek naar de Lage Landen al heel vroeg in het jaar plaats. Dit gebeurde bijvoorbeeld in februari 2004, toen het heel zacht weer was en er gunstige luchtstromen waren. In die maand waren er waarnemingen van distelvlinder, Florida-uil, grote worteluil en enkele andere trekkers.
In het najaar vindt soms deels terugtrek (remigratie) plaats. Bij sommige soorten zijn er individuen die remigreren, terwijl andere proberen te overwinteren. Het klimaat in landen als Nederland en België staat overwinteren echter in het algemeen niet toe, want de meeste trekvlinders zijn niet bestand tegen behoorlijke vorst. De aanzet tot het trekken wordt vermoedelijk opgewekt door (minimum)temperatuur en de lengte van de nachten.
Voor de Nederlandse situatie hebben Kuchlein en De Vos in 1999 een overzicht van de echte trekvlinders gemaakt. Inmiddels zou deze lijst verouderd kunnen zijn, doordat nieuwe soorten Nederland bereikt hebben.

#### Voorbeeldsoort: kolibrievlinder
De kolibrievlinder komt het hele jaar voor in het subtropische deel van het Palearctisch gebied. In de zomer trekt de soort naar het noorden, en is hij tot in Scandinavië en IJsland te vinden. In de winter trekt de vlinder naar het zuiden en leeft hij in Afrika en op het Indisch Subcontinent.
Ook in Nederland en België wordt de kolibrievlinder waargenomen. In gewone jaren zijn er in Nederland tussen de 100 en 200 meldingen en is de vlinder tamelijk schaars. Maar in jaren met warme zomers, zoals die van 2005 en 2006, kunnen er vele duizenden meldingen zijn. In zachte winters kunnen kleine aantallen kolibrievlinders hier overleven, maar zeker niet genoeg om te kunnen spreken van een vaste populatie. Kolibrievlinders worden vooral in de nazomer waargenomen. In de winter kunnen ze op vroegbloeiende planten of zelfs bij een bloemenwinkel worden gezien. Met hun roltong zuigen de vlinders de nectar uit de bloem, voor bloemen hangend zoals een kolibrie. 
De meest bekende trekkers in Nederland en België zijn de atalanta, de distelvlinder en de gamma-uil.

## Oorzaken
Meestal ontkomen vlinders door te trekken aan (potentieel) ongunstige omstandigheden. Voorbeelden van externe omstandigheden zijn gebrek aan voedsel- of waardplanten en ongunstige weersomstandigheden zoals kou of zware regen. Ook de populatiedruk, eventueel zelfs overbevolking, kan een rol spelen.

### Vlindertrek en evolutie

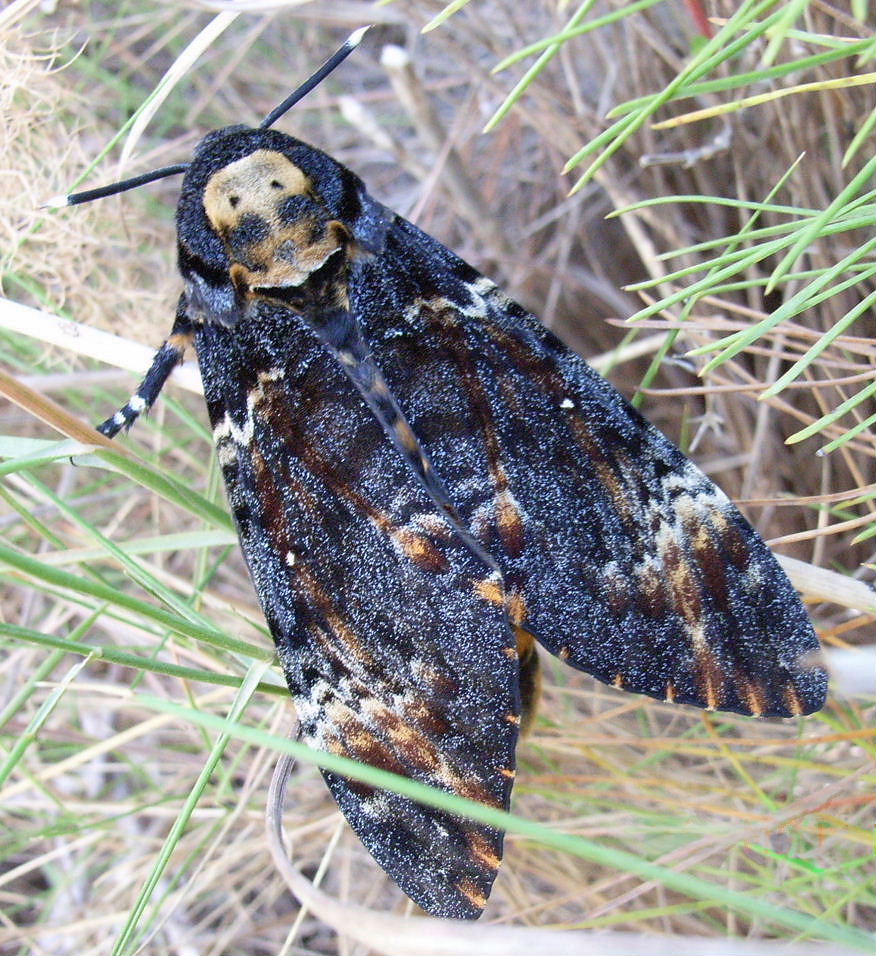
Wijfjes van doodshoofdvlinders in Nederland zijn sterk verminderd tot niet vruchtbaar.

Een verschijnsel als vlindertrek is ontstaan uit evolutionaire ontwikkelingen. Door het trekken is een trekvlindersoort kennelijk in staat gebleken de natuurlijke selectie te doorstaan. Het trekken heeft voor- en nadelen voor de soort:

#### Voordelen voor de soort
Voor alle vlindersoorten brengt een vrij geringe mate van verplaatsing al voordelen. Het zorgt voor voldoende genetische menging. Dit voorkomt inteelt. Als de verplaatsing over iets grotere afstand gebeurt, kan deze bovendien leiden tot het vinden van nieuwe leefgebieden. Dit maakt een soort minder kwetsbaar.
Door te trekken over grote afstanden kunnen echte trekvlindersoorten daarnaast ontkomen aan de ongunstige omstandigheden in bepaalde seizoenen, zoals droogte of kou. Hiermee is trek een alternatieve overlevingsstrategie voor diapauze. Op een later tijdstip trekken sommige van de vlinders of hun nakomelingen weer terug.
Er zijn ook trekvlindersoorten die over grote afstanden trekken, waarvan terugtrek niet is vastgesteld, zoals de pijlstaarten die in onze omgeving als trekvlinder terechtkomen. Dat wil niet zeggen dat geen individuen terugtrekken, maar het gaat dan om minder grote aantallen. Bij deze soorten lijkt het in eerste instantie minder duidelijk wat precies het voordeel is voor de soort om zo ver te trekken. We moeten echter bedenken dat dergelijke soorten vaak leven van kruidachtige planten, en dat is geen stabiele leefomgeving. Kruidachtige planten zijn kwetsbaarder voor externe invloeden zoals droogte, dan bijvoorbeeld struiken en bomen. Om hieraan het hoofd te bieden is migratie een methode, en ook deze soorten ontkomen hierdoor aan ongunstige omstandigheden. Dat veel vlinders terechtkomen in een gebied waar zij zich niet blijvend kunnen vestigen, weegt kennelijk op tegen het telkens kunnen vinden van gunstige omstandigheden. Bovendien kan een beperkt aantal terugtrekkers toch zorgen voor het opnieuw ontstaan van een populatie.

#### Nadelen voor de soort
Vlindertrek heeft voor de soort nadelen. Het trekken kost de vlinders veel energie en is risicovol. Onderweg sterven veel exemplaren en ook niet alle exemplaren komen in geschikt leefgebied terecht. Aan de randen van wat geschikt leefgebied is, kan er ook sprake zijn van verminderde vruchtbaarheid. Zo zijn wijfjes van de doodshoofdvlinder die in gematigde gebieden, zoals in Nederland, worden geboren, sterk verminderd tot niet vruchtbaar.
Reproductie in gunstige gebieden moet derhalve heel groot zijn om de balans tussen voor- en nadelen in het voordeel van de vlindertrek te laten uitvallen.

## Waarnemingen aan de vlindertrek

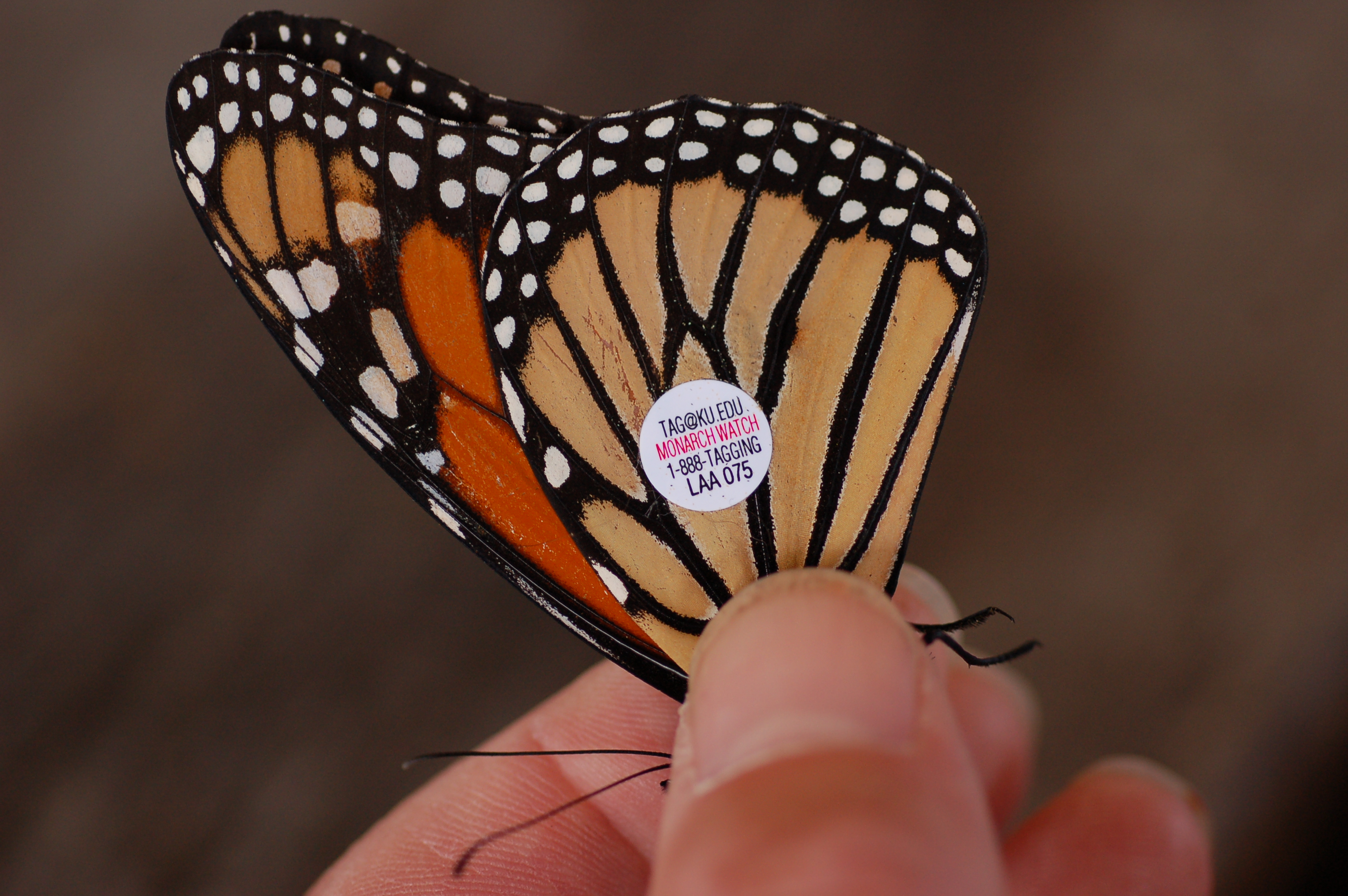
Met stickertje gemarkeerde monarchvlinder.

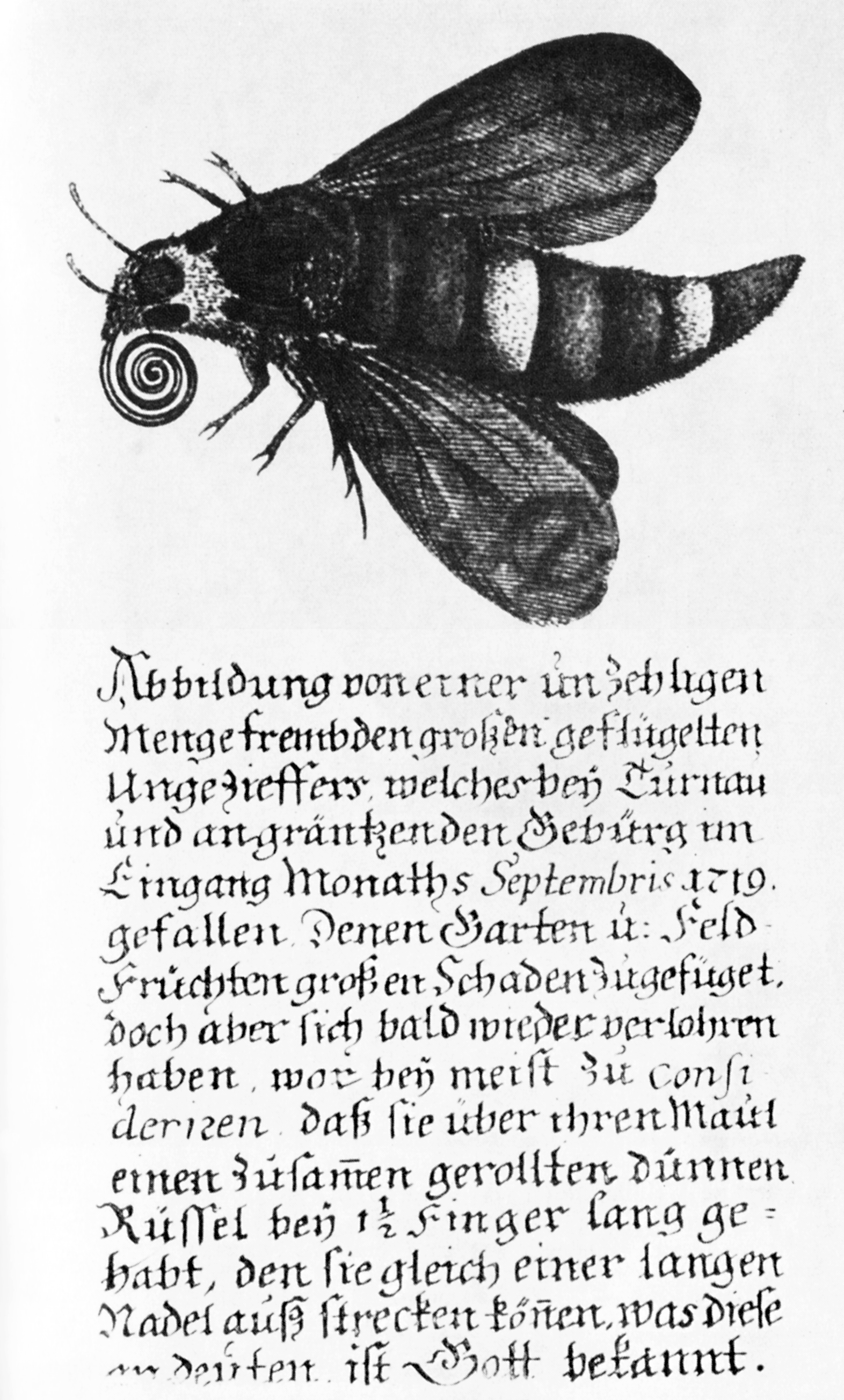
Melding van massaal verschijnen van vermoedelijk de windepijlstaart in 1719 in de buurt van Turnau.

Massale vlindertrek is een opvallend verschijnsel, dat ook in oude tijden gedocumenteerd werd. Zo zijn er al meldingen uit 1100 over trekkende vlinders (vermoedelijk koolwitjes) van Beieren naar Saksen en uit 1248 over trek van gele vlinders in Japan.
Bij een lage vlucht worden de vlinders gemakkelijk opgemerkt of gevangen, bijvoorbeeld in een lichtval. Op grote hoogte is vlindertrek lastig waar te nemen en traditionele methodes waren bijzonder arbeidsintensief. Soms werd gebruikgemaakt van een vangnet aan een luchtballon. Een andere techniek is het markeren met kleine stickertjes op de vleugels, vergelijkbaar met het ringen van vogels, maar door het kleine aantal terugmeldingen is deze manier niet zo effectief gebleken.
De ontwikkeling van radar heeft volledig nieuwe mogelijkheden geopend. Sinds de jaren 1990 zijn er radartechnieken beschikbaar, waarmee verschillende soorten van elkaar te onderscheiden zijn, zodat ze zeer geschikt zijn voor onderzoek en plaagbestrijding. Ook zijn groepen die op verschillende hoogten vliegen goed uit elkaar te houden. Een belofte voor de toekomst is de miniaturisatie van elektronica, waarmee het mogelijk kan worden om trekvlinders met minizendertjes uit te rusten. Dit is al gelukt bij de doodshoofdvlinder, die een grote en stevige bouw heeft. Het trekgedrag van deze soort bleek heel doelgericht te zijn en niet te worden bepaald door weer en wind.

### Registratie
Zowel in Nederland als in België wordt een registratie bijgehouden van waargenomen trekvlinders. De Trekvlinderregistratie Nederland is gestart in 1940 en claimt het langstlopende trekvlinderproject ter wereld te zijn. in België loopt het Belgisch Trekvlinder Onderzoek.

## Vlindertrek en klimaatverandering
De veranderende atmosferische omstandigheden als gevolg van de opwarming van de Aarde lijken te leiden tot een toename van het aantal trekvlinders dat noordwestelijke landen als Nederland en België bereikt. Onderzoek in het Verenigd Koninkrijk bevestigt dat ook daar steeds meer migrerende vlinders het land bereiken. Omdat van migrerende vlinders te verwachten is dat ze zich goed kunnen aanpassen, vrezen onderzoekers dat inheemse soorten in het nauw kunnen komen. Ze wijzen op soorten die zich minder goed kunnen aanpassen en specifieke habitateisen hebben. Ook kunnen schadelijke soorten gevaar opleveren voor gezondheid (denk aan de eikenprocessierups) en landbouw.